# Playa Pajas Blancas
Playa Pajas Blancas, es una playa uruguaya ubicada sobre la costa del Río de la Plata, en Pajas Blancas, Montevideo, Uruguay.
Es una playa ubicada en una zona de pescadores artesanales, de arenas doradas y rocas a cada lado. En primavera y verano cuenta con guardavidas.
Debe su nombre a los junquillos blanquecinos fijadores de dunas y las abundantes pajas bravas de la zona. Bordeada por una rambla de 300 m, se encuentra cerca el Club de Pescadores y el Camping lindero a Playa Zabala.